# Risultati sportivi della Lancia Flaminia
Anche il modello Flaminia - pur nato sotto forma di pacifica berlina di rappresentanza - vive i suoi momenti di gloria sportiva negli anni sessanta, grazie soprattutto alle buone prestazioni sportive fornite in particolare dalla versione alleggerita "Sport" di Zagato.
Anche le lussuose coupé a 2 porte e 4 posti di Pininfarina scendono in gara ottenendo risultati degni di rilievo: addirittura anche le mastodontiche berline scendono talvolta in competizione e si meritano - oltre ad alcune interessanti affermazioni in gare di consumo - anche qualche citazione per prestazioni di genere "velocistico".
La carriera della Flaminia Zagato inizia nel settembre 1959, quando la vettura - non ancora omologata tra le "gran turismo" - è costretta ad emigrare tra le vetture "sport".

Una delle Flaminia berlina affermatesi nell'American International Rally

Quanto alla berlina Flaminia, si ha notizia di una sua vittoriosa partecipazione in un grande rally nordamericano svoltosi alla fine del 1959.
A seguire le tabelle con i risultati conseguiti a partire dal 1959 da tutte le Flaminia (le berline, le coupé Pininfarina, le berlinette Zagato).
Da notare che le tabelle non comprendono le gare di pura regolarità, le gincane e tutte le prove in cui non sia previsto, neppure parzialmente, il fattore velocità.
La Flaminia Sport Zagato, consente a diversi piloti di vincere alcuni titoli italiani: per la verità le cose, per la Flaminia, iniziano male, dal momento che nel 1960 il titolo della categoria 2500 Gran Turismo, andato inizialmente ad Elio Zagato è poi invece assegnato a Giacomo Moioli (Maserati) per un non meglio precisabile cavillo regolamentare. Nei tre anni successivi (1961, 1962 e 1963), però, in questa classe " fino a 2500 cm³ della categoria Gran Turismo" il titolo non sfugge ai lancisti e va rispettivamente a Giulio Cabianca, a Piero Frescobaldi e a Leo Cella.
| Affermazioni nei Campionati Italiani ed Internazionali di Piloti al volante di vetture Lancia Flaminia | Affermazioni nei Campionati Italiani ed Internazionali di Piloti al volante di vetture Lancia Flaminia | Affermazioni nei Campionati Italiani ed Internazionali di Piloti al volante di vetture Lancia Flaminia |
| --- | --- | --- |
| Anni                                                                                                   | Campionato                                                                                             | Pilota |
| 1960                                                                                                   | Campionato Italiano Categoria Gran Turismo, classe 1301–2600 cm³                                       | Elio Zagato vince il titolo di Campione Italiano, che però viene successivamente attribuito ad altro pilota (Giacomo Moioli) per un cavillo regolamentare. Elio Zagato aveva gareggiato con la Flaminia Sport.                                                                                         |
| 1961                                                                                                   | Campionato Italiano Categoria Gran Turismo, classe da 1301 a 2500 cm³                                  | Il titolo va a Giulio Cabianca, con Lancia Flaminia Sport. |
| 1962                                                                                                   | Campionato Italiano Categoria Gran Turismo, classe da 1301 a 2500 cm³                                  | Il titolo va a Piero Frescobaldi, con Lancia Flaminia Sport. |
| 1963                                                                                                   | Campionato Internazionale Marche Turismo, classe 2500 cm³                                              | Il titolo va alla Lancia., grazie alle prestazioni di Luigi Cabella con la Flaminia Coupé. |
| 1963                                                                                                   | Campionato Italiano Categoria Gran Turismo, classe da 1601 a 2500 cm³                                  | Il titolo va a Leo Cella, con Lancia Flaminia Sport. |
| 1963                                                                                                   | Campionato Italiano Categoria Turismo, classe da 1601 a 3000 cm³                                       | Anche se nel confronto Alfa-Lancia, la Casa torinese può vantare 3 vittorie contro 2, grazie ad un maggior numero di piazzamenti il titolo va a Franco Concari con l'Alfa Romeo 2600 Sprint. La Lancia Flaminia Coupé si difende comunque alla grande con Luigi Cabella, che ottiene il secondo posto. |

## Le grandi corse, dal 1959 al 1964
Nell'elenco-gare riportato sotto è stato specificato, per ciascuna gara e per ciascuna categoria (Turismo, Gran Turismo, Sport, ecc) e per ciascuna classe di cilindrata il migliore risultato conseguito tra coloro che disponevano di vetture Flaminia, nelle varie versioni : molto spesso, altre vetture del medesimo modello si sono piazzate alle spalle di quella meglio classificata, e di questi risultati, per intuibili ragioni di spazio, si fa spesso cenno in maniera sintetica.

### 1959
Italia, 1959, 24 maggio, 43ª Targa Florio
- ritiro

Classe da 1301 a 2600 cm³, Categoria Gran Turismo: ritirati Vincenzo Sorrentino e Franco Pisanò (Lancia Flaminia modello imprecisato) È la prima apparizione - ancorché sfortunata perché conclusa con un abbandono - di una Flaminia alla celebre corsa siciliana. 
Stati Uniti, 1959, fine anno, American International Rally
- 6º posto assoluto
- vittoria di classe (classifica a squadre)

Classe da 2000 a 2500 cm³: 1° Ryan J.S./Davis D./Cook B. (Lancia Flaminia berlina) che portano a termine gli oltre 6000 km della dura prova conquistando la classifica "a squadre"; Nella graduatoria assoluta la prima delle Flaminia è sesta assoluta alla media di km/ora 108,286.

### 1960

La Flaminia Sport Zagato di "Scansa" in azione durante il Giro dei due mari

Italia, 1960, 21 agosto, Giro dei due mari
- posto assoluto N.D.
- vittoria di classe

Categoria Gran Turismo, Classe da 1301 a 2500 cm³: 1° "Scansa" (Lancia Flaminia Sport Zagato)  che percorre i due giri di un circuito stradale calabrese di km 170,800 (Km 341,600 complessivi) in 3ore 55'43"8/10 alla media di km/h 86,946; la Flaminia di "Scansa" (pseudonimo che non è chiaro se nasconda l'identità di Franco Martinengo oppure quella di Elio Zagato) vince la sua classe, battendo nettamente l'Aurelia B20-2500 di Bartolomeo Donato e la Porsche di H. Dorner; in assoluto, tuttavia, la prestazione di "Scansa" non appare certamente eccezionale, dal momento che il tempo impiegato per percorrere i due giri risulta particolarmente elevato e superiore a quello impiegato dalle prime due Alfa Romeo Giulietta TI e lontano da quelli segnati dalle recentissime, agili e potenti, Alfa Romeo Giulietta SZ. Occorre però osservare come le macchine più ingombranti e meno agili si siano trovate particolarmente a disagio su questo tracciato: prova ne è il fatto che i pur bravi Odoardo Govoni (Maserati 2 litri sport) ed Edoardo Lualdi (Ferrari 250 GT) sono stati battuti, oltreché dalla Porsche RS60 di Tommy Spychiger, dall'Alfa Romeo Giulietta SZ di Sergio Pedretti.

### 1961
Italia, 1961, 30 aprile, 45ª Targa Florio
- 17º posto assoluto
- 3º posto di classe

La Flaminia Sport Zagato di Cabianca in azione alla Mille Miglia del 1961, dove sarà seconda assoluta

Categoria Gran Turismo, Classe da 1301 a 2500 cm³: 3° Giulio Cabianca/Elio Zagato (Lancia Flaminia Sport Zagato) che percorrono i 10 giri del circuito delle Madonie di km 72,000 (km 720,000 complessivi) in 8 ore 37'22" alla media di km/h 83,499; la prestazione ottenuta, decente ma non certo esaltante, avrebbe potuto essere ben maggiore se nella seconda parte di gara l'equipaggio avesse potuto marciare agli stessi ritmi tenuti nei primi giri, quando i tempi erano vicini a quelli delle velocissime Alfa Romeo Giulietta SZ. A metà gara, infatti, il distacco dal primo della classe 2500 GT (Pucci-Strahle su Porsche Abarth Carrera 1.6 GTL) era di circa 13 minuti, mentre al traguardo finale il divario saliva a quasi 50 minuti, confinando i pur bravi Cabianca/Zagato al 17º posto - su 19 classificati - nella graduatoria assoluta.
In campo erano anche due altre Flaminia Sport Zagato, condotte da Mario Guarnieri/Brian Whitehouse e da Gian Carlo Carfì/"Comar", le quali non hanno comunque portato a termine la gara.
Italia, 1961, 27-28 maggio, Mille Miglia
- 2º posto assoluto
- vittoria di classe

Categoria Gran Turismo, Classe da 1301 a 2500 cm³: 1° Giulio Cabianca/Piergiorgio Provolo (Lancia Flaminia Sport Zagato) che percorrono i 1576 km del percorso, tra cui km 388,750 costituiti da tratti di velocità (i soli utili per la classifica),in 3ore 39' 06" alla media di km/h 106,458. Splendida prova di Cabianca e della Flaminia Sport, che strappa un secondo posto assoluto, alle spalle della Ferrari 250 GT berlinetta TdF dell'equipaggio Gunnar Andersson / Carl Lohmander ma davanti all'altra Ferrari 250 GT di Alberico Cacciari/Giancarlo Sala ed alla muta delle sempre insidiose Giulietta SZ.

La Flaminia Coupé di Bagnasacco/ Cavallari in azione sul circuito del Principato di Monaco nel gennaio 1962

### 1962
Principato di Monaco, 1962, dal 21 al 27 gennaio, 31° Rallye di Montecarlo
- 91º posto assoluto

91° Piero Bagnasacco/Arnaldo Cavallari (Lancia Flaminia Coupé) che portano a termine il duro Rallye monegasco (un lungo percorso di avvicinamento, da Montecarlo a Chambery e, a seguire, 909 km di percorso comune, da Chambery al Principato di Monaco) in una posizione comunque non troppo esaltante (91.esimo posto su 247 vetture classificate).
Italia, 1962, 6 maggio, 46ª Targa Florio
- 8º posto assoluto
- 1º posto di classe

La Flaminia Tubolare di Fiorio/Facetti alla Targa Florio 1962

Categoria Gran Turismo, Classe da 2001 a 2500 cm³: 1° Piero Frescobaldi/Alessandro Federico (Lancia Flaminia Sport Zagato) che percorrono i 10 giri del circuito delle Madonie di km 72,000 (km 720,000 complessivi) in 7 ore 51'38" 1/5 alla media di km/h 91,595. Degna di rilievo la prestazione di Frescobaldi, che, oltre alla vittoria di classe, conquista un bel 8º posto assoluto, dietro a 4 Ferrari, 2 Porsche (una 718 sport prototipo ed una Carrera-Abarth) ed alla Giulietta SZ di Vito Coco/Vincenzo Arena, che alla fine precede la Flaminia di appena 1 minuto (che, dopo quasi 8 ore di corsa, sono un'inezia). 
La Flaminia di Frescobaldi lascia peraltro alle sue spalle un nugolo di Alfa Romeo Giulietta SV e SZ e 3 Porsche (una Carrera-Abarth e due 356 B).
 
In corsa c'erano altre due Flaminia Sport, tra cui una nuova versione con telaio tubolare e motore elaborato da Facetti che pare eroghi 160 CV : affidata a Cesare Fiorio e "Kinder" (alias Carlo Facetti) ed iscritta nella categoria Prototipi, questa Flaminia Tubolare non ha potuto mostrare le sue possibilità essendo stata costretta al ritiro per un guasto alla trasmissione.
Germania Occidentale, 8 luglio, 12 Ore del Nurburgring
- 2º posto assoluto
- 1º posto di classe

La Flaminia Coupé di Cabella/De Luca al Nurburgring

La Flaminia Coupé di Frescobaldi e Fiorio in azione sul circuito di Brands Hatch

Categoria Turismo Preparato, Classe da 2001 a 2500 cm³: 1° Luigi Cabella/Marcello De Luca di Lizzano (Lancia Flaminia Coupé) che percorrono, in 12 ore 01'24", 60 giri del circuito del Nurburgring (km 22,810 per giro) ovvero km 1368,600, alla media di km 113,828 all'ora. La Flaminia di Cabella/De Luca è seconda assoluta, ad 1 giro di distacco (circa 12 minuti) dalla Jaguar di 3800 cm³ dei vincitori Walter/Lindner. In gara c'era una seconda Flaminia Coupé, affidata a Piero Frescobaldi e Cesare Fiorio, che si è dimostrata altrettanto veloce (dopo 9 ore di gara le due macchine marciavano praticamente appaiate) ma che è stata fermata dalla rottura del cerchio di una ruota. La Flaminia di Cabella/Di Luca ha comunque battuto parecchie Jaguar da 3800 cm³, Volvo 544 e 122, Alfa Romeo Giulietta ed altre di minore cilindrata.
Gran Bretagna, 13 ottobre, 6 ore di Brands Hatch
- 5º posto assoluto
- 1º posto di classe

Categoria Turismo Preparato, Classe da 1601 a 3000 cm³: 1° Piero Frescobaldi/Cesare Fiorio (Lancia Flaminia Coupé) che percorrono, in circa 6 ore e 18", 161 giri del circuito di Brands Hatch (miglia 2,65, corrispondenti a metri 4264,76 per giro) ovvero km 686,626, alla media di km 114,343 all'ora. Malgrado abbia dovuto rallentare notevolmente negli ultimi giri a causa di problemi ai freni, la Coupé di Frescobaldi/Fiorio vince la classe con ampio margine sulla Ford Zodiac Mk3 di Uren/Haynes e finisce per occupare una onorevole quinta posizione assoluta. Senza i problemi ai freni, la posizione nell'assoluto sarebbe stata meritoriamente la terza, dietro alle due imprendibili Jaguar da 3,8 litri. Da rilevare che al terzo posto di classe si è piazzata l'altra Flaminia Coupé di Luigi Cabella/David Piper, che stava marciando alla stessa andatura della gemella di Frescobaldi/Fiorio quando è stata attardata da una sosta al box di un quarto d'ora per il guasto del motorino di avviamento.

### 1963
Italia, 1963, 5 maggio, 47ª Targa Florio
- 11º posto assoluto
- 1º posto di classe

Cella/Patria (Flaminia Sport) in azione alla Targa Florio 1963

Categoria Gran Turismo, Classe da 2001 a 2500 cm³: 1° Leo Cella/Franco Patria (Lancia Flaminia Sport Zagato) che percorrono 9 giri del circuito delle Madonie di km 72,000 (km 648,000 complessivi) in 7 ore 23'03" 2/5 alla media di km/h 87,754. Buona prestazione dell'equipaggio Cella/Patria, che precede, nella propria classe, altre 4 Lancia (3 Flaminia Sport ed 1 Aurelia B24 spider). Poco fortunati Luigi Cabella e Luciano Massoni, la cui Flaminia ha accusato problemi ai freni ed ha perso così il secondo posto di classe. Cella/Patria si piazzano all'11º posto assoluto, preceduti da 4 Ferrari (1 196 SP e 3 GTO), 5 Porsche (3 718 RS prototipo e 2 Carrera) ed 1 Giulietta SZ.
Belgio, 1963, maggio, Gran Premio di Spa (Vetture Gran Turismo)
- 3º posto di classe

Categoria Gran Turismo, Classe da 2001 a 2500 cm³: 3° Anatoly Arutunoff (Lancia Flaminia Sport Zagato) che si piazza al 3º posto di classe, dietro a 2 Morgan. La gara era valida per il Campionato Internazionale Marche GT per le classi 2000 ed oltre 2000 cm³ e di disputava su 36 giri del circuito di Spa-Francorchamps di 14.100 metri.
Germania Occidentale, 1963, 19 maggio, Mille Chilometri del Nurburgring
- 33º posto assoluto
- 3º posto di classe

Categoria Gran Turismo, Classe da 2001 a 2500 cm³: 3° Colin Davis/Bill Pryor (Lancia Flamninia Sport Zagato) che percorrono 33 giri del circuito del Nurburgring (22810 metri per giro) e quindi in totale km 752,730 in 7 ore 41'36" alla media di km/h 97,841. Nella gara, che era valida anche per il Campionato Internazionale Marche GT, la Flaminia Zagato di Davis/Pryor si piazza al 3º posto nella classe da 2001 a 2500 cm³, alle spalle delle Morgan Plus Four SS di Slotemaker/Braithwaite e di Arnold/Carnegie.
Germania Occidentale, 1963, 16 giugno, 6 Ore del Nururgring
- 6º posto assoluto
- 2º posto di classe

Categoria Turismo, Classe da 2001 a 2500 cm³ : 2° Luigi Cabella/Giorgio Pianta (Lancia Flaminia Coupé) che percorrono 31 giri del circuito del Nurburgring (22810 metri per giro) e quindi in totale km 707,110 in 6 ore 02'52"6/10 alla media di km/h 116,917. Soddisfacente prova della Flaminia di Cabella, che viene preceduta nella classifica di classe dalla Mercedes 220 SEB dell'equipaggio "misto" composto da due donne (Evy Rosqvist e Ursula Wirth) e dal forte Eberhard Mahle. Nella graduatoria generale la Flaminia è preceduta dalla Jaguar Mk2 di Pierre Linder e Pieter Nocker (che si aggiudica la gara, percorrendo in poco più di 6 ore ben 33 giri), da tre Mercedes e dalla Alfa Romeo Giulia TI di Bergmann/Rader, che precede la Lancia di 1'58"7/10.
Ungheria, 1963, 22 settembre, Gran Premio di Budapest
- 1º posto di classe

Categoria Turismo, classe 2500 cm³ : 1° Carlo Facetti/Luigi Cabella (Lancia Flaminia Coupé) che percorrono, nelle 4 ore, circa 420 chilometri (105 km/h di media).

### 1964
Italia, 1964, 26 aprile, 48ª Targa Florio
- 24º posto assoluto
- 1º posto di classe

Categoria Gran Turismo, Classe da 2001 a 2500 cm³: 1° Francesco Santoro/Mario Raimondo (Lancia Flaminia Sport Zagato) che percorrono 9 giri del circuito delle Madonie di km 72,000 (km 648,000 complessivi) in 7 ore 59'42" alla media di km/h 81,050. Prestazione solo discreta dell'equipaggio Santoro/Raimondo, che è il solo, nella classe "due litri e mezzo" della categoria Gran Turismo, a concludere la gara.
Gran Bretagna, 1964, 6 giugno, 6 Ore di Brands Hatch
- 11º posto assoluto
- 3º posto di classe

11° Giorgio Pianta/Carlo Facetti(Lancia Flaminia Coupé) che si piazzano al terzo posto della classe da 2001 a 3000 cm³ dietro a due Mercedes 300 SE da 3 litri, percorrendo, nelle 6 ore, 155 giri (contro i 166 dei vincitori di classe, Eugen Bohringer/Herbert Linge). La gara, che era valida per il Campionato Europeo Turismo, ha visto l'affermazione d'assieme della Squadra Corse Lancia HF, che ha vinto il premio per avere le tre vetture meglio classificate (5º posto per la Flavia Zagato di Cella/Crosina, 11º posto per la Flaminia Coupé e 14º posto per l'altra Flavia Zagato di Massimo Natili/Piero Frescobaldi.
Germania Occidentale, 1964, 21 giugno, 6 Ore del Nurburgring
- 8º posto assoluto
- 3º posto di classe

8° Giorgio Pianta/Carlo Facetti (Lancia Flaminia Coupé) che percorrono, nelle 6 ore di gara (esattamente in 6 ore 01'26"7/10), 32 giri del circuito del Nurburgring (di km 22,810 per giro) ovvero km 729,920, alla media di km/h 121,166. Discreta prova di questa Flaminia, che avrebbe potuto piazzarsi meglio se Facetti, nella parte finale della gara, non avesse compiuto una escursione fuori pista con conseguente ammaccatura della carrozzeria. Il terzo posto di classe è alle spalle di due Mercedes (una 300 SE da 3 litri ed una 220 SE), ma il ditacco è pesante (2 giri dalla prima, un giro dalla seconda).

## Le altre corse, dal 1959 al 1964
Nelle tabelle sotto-riportate (una per ogni anno) è stato specificato, per ciascuna gara e per ciascuna categoria (Turismo, Gran Turismo, ecc) e per ciascuna classe di cilindrata, il migliore risultato conseguito tra coloro che disponevano di vetture Flaminia: spesso, altre vetture del medesimo modello si sono piazzate alle spalle di quella meglio classificata, ma di questi risultati, per intuibili ragioni di spazio, nelle tabelle non c'è traccia (se non, talvolta, nelle "note").
Da notare che le tabelle non comprendono le gare di pura regolarità, le gincane e tutte le prove in cui non sia previsto - neppure parzialmente - il fattore velocità.
Note:

1. la abbreviazione "N.D." significa che il dato "Non è Disponibile"

2. la dicitura "Berlina" sta per "Flaminia berlina"

3. la dicitura "Coupé" sta per "Flaminia coupé Pininfarina"

4. la dicitura "Zagato" sta per "Flaminia Sport Zagato"

5. la dicitura "G.T." sta per "Flaminia Gran Turismo Touring"

6. la dicitura generica "Flaminia" viene indicata quando non è stato possibile individuare il modello esatto di Flaminia

### 1959
| Data   | Naz. | Nome della corsa  | Tipo gara | Risultato di classe        | Posiz. assoluta | Pilota od equipaggio | Percorso (Km) | Tempo ottenuto | Media (Kmh) | Modello | Note |
| 27-set | I    | Sarezzo-Lumezzane | salita    | 1ª Classe oltre 1100 Sport | 8° ass.         | Zagato Elio          | 8,500         | 5'55"5/10      | 86,075      | Zagato  | La Flaminia sport condotta da Elio Zagato in persona debutta alla corsa in salita Sarezzo-Lumezzane; la corsa si è disputata sotto la pioggia; la vettura, non ancora omologata nella sua logica categoria (la Gran Turismo), è stata inserita nella categoria Sport; Elio Zagato ha ottenuto un tempo di 5'55"5/10: una prestazione ottima ma falsata dalla pioggia (la migliore Giulietta SVZ ha impiegato 5'45", mentre la Fiat 8VZ di Giancarlo Sala ha spiccato un ottimo 5'33"6/10 che però è scaturito dal fatto che il pilota è stato fatto partire in un momento in cui la pioggia era meno intensa). |

### 1960
| Data   | Naz. | Nome della corsa            | Tipo gara         | Risultato di classe                       | Posiz. assoluta | Pilota od equipaggio | Percorso (Km) | Tempo ottenuto | Media (Kmh) | Modello | Note |
| 19-giu | I    | Santo Stefano-Gambarie      | salita            | 3ª Classe 1301-2500 Gran Turismo          | N.D.            | Raciti Filippo       | 7,850         | 6'21"1/5       | 74,134      | Zagato  | Raciti segna un tempo piuttosto elevato (praticamente identico a quello, già non entusiasmante, ottenuto dalla migliore tra le Appia Zagato) e viene battuto nettamente dalle due Aurelia, più anziane ma evidentemente ancora in grado di fornire eccellenti prestazioni; secondo alcune fonti, il cognome del pilota sarebbe Ragito. |
| 4-set  | I    | Coppa Intereuropa           | su pista (Monza)  | 1ª Classe 2001-2500 Gran Turismo          | 15° ass.        | Rota Giovanni        | 3 ore         | ---            | 150,602     | Zagato  | Dopo il ritiro del favorito "Scansa" (pseudonimo sotto cui si celava quasi certamente Elio Zagato) che disponeva dell'ultima versione della Flaminia Sport, la vittoria va a Giovanni Rota, con ampio margine sulla Flaminia condotta da Angelo Crivelli; nella prestazione sul "giro più veloce", "Scansa" ottiene il nuovo record per vetture da 2 litri e mezzo (2'11"4/10, media Km/h 157,534); complessivamente, però, le Flaminia Sport sono risultate sensibilmente meno veloci rispetto alle piccole Alfa Romeo Giulietta SZ e SS. |
| 25-set | I    | Catania-Etna                | salita            | 1ª Classe 1301-2500 Gran Turismo          | N.D.            | "Scansa"             | 33,000        | 20'37"4/10     | 96,007      | Zagato  | Buona la prestazione di "Scansa" (alias Elio Zagato) che vince la classe davanti all'altra Flaminia Zagato di Giancarlo Carfì ed alla Fiat 8V Zagato di Manlio Santuccio; il tempo spiccato da "Scansa" è superiore di quasi 1' rispetto a quelli delle due migliori Alfa Romeo Giulietta SZ e della Ferrari 3 litri di Edoardo Lualdi, ma è il migliore fra quelli ottenuti da tutte le altre vetture della categoria Gran Turismo. |
| 28-set | I    | Capodarso-Caltanissetta     | salita            | 2ª Classe oltre 1300 Gran Turismo         | 8° ass.         | Carfì Giancarlo      | 8,400         | 5'50"          | 86,400      | Zagato  | Battuto dalla Ferrari 250GT di Salvatore Le Pira, Giancarlo Carfì batte l'altra Flaminia di Filippo Racito e la Fiat 8V di Manlio Santuccio, segnando un buon tempo, tale da posizionare la sua Flaminia Sport Zagato all'8º posto assoluto, preceduto da quattro Alfa Romeo Giulietta SZ e SV, da una Ferrari 250 GT e da due Fiat Abarth Zagato. |
| 2-ott  | I    | Pontedecimo-Passo dei Giovi | salita            | 2ª Classe 1301-2500 Gran Turismo          | 29° ass.        | "Scansa"             | 9,650         | 6'41"9/10      | 86,439      | Zagato  | "Scansa" (ovvero Elio Zagato) compie una salita senza infamia e senza lode, ottenendo un tempo non eccezionale (peggiore, ad esempio, di quello spiccato dalla sorellina minore Appia GTE di Herbert Demetz) e finendo staccato di 12"2/10 dal vincitore di classe (Giorgio Acutis su Porsche) ma precedendo di oltre 20" la Fiat 8V di Renzo Cigarini. |
| 16-ott | I    | Coppa D'Oro A.C.I.          | su pista (Modena) | 3ª Classe 1301-2500 Gran Turismo          | N.D.            | "Scansa"             | 59,150        | 30'51"2/10     | 115,028     | Zagato  | "Scansa" (al secolo Elio Zagato) compie una gara poco incisiva, finendo per essere superato nella sua classe dalla Porsche Carrera di Ernesto Prinoth ma anche dalla ormai datata Maserati 2000 Zagato di Giacomo Moioli. |
| 30-ott | I    | Coppa Carri                 | su pista (Monza)  | 1ª Classe 1301-2500 Gran Turismo          | 2° ass.         | "Scansa"             | 28,750        | 10'56"3/10     | 157,702     | Zagato  | Bella gara di "Scansa" (Elio Zagato), secondo a soli 5" dalla più potente Ferrari 3 litri di Vladimiro Galluzzi ma davanti alla muta delle Alfa Romeo Giulietta SS e SV |
| 13-nov | I    | Passo di Rigano-Bellolampo  | salita            | 3ª Classe oltre 1300 Gran Turismo         | 6° ass.         | Carfì Giancarlo      | 8,300         | 6'05"5/10      | 81,751      | Zagato  | Onesta prestazione di Carfì, che tuttavia deve cedere la vittoria di classe alla meno giovane Aurelia B20 di Bartolomeo Donato ma che perde anche - per 3"7/10 - il secondo posto, che va all'anziana Fiat 8V di Sergio Mantia. |
| 11-dic | I    | Coppa F.I.S.A.              | su pista (Monza)  | 6ª Classe oltre 1300 Gran Turismo & Sport | 8° ass.         | "Scansa"             | 24,000        | 12'21"2/10     | 116,567     | Zagato  | Il pur bravo "Scansa" (ovvero Elio Zagato) nulla può contro due Maserati 2 litri Sport, una Ferrari 250 GT, una Porsche Carrera ed una Mercedes 300 SL e deve accontentarsi del 6º posto di classe: nella graduatoria generale, la Flaminia è preceduta anche da due Alfa Romeo Giulietta SZ. |

### 1961
| Data   | Naz. | Nome della corsa                | Tipo gara        | Risultato di classe              | Posiz. assoluta  | Pilota od equipaggio | Percorso (Km) | Tempo ottenuto | Media (Kmh) | Modello | Note |
| 12-mar | I    | Coppa Sant'Ambroeus             | su pista (Monza) | 1ª Classe 1301-2500 Gran Turismo | N.D.             | Zagato Elio          | 40,000        | 19'25"4/10     | 123,562     | Zagato  | Ottima prestazione di Elio Zagato, che, oltre a vincere la propria classe con ampio margine sulla Porsche di Ciarpaglini e sulla vetusta Fiat 8V di Veronesi, segna un tempo di appena 2”4/10 superiore a quello della migliore tra le agili Giulietta SZ, quella condotta da Massimo Leto di Priolo. |
| 9-apr  | I    | Stallavena-Boscochiesanuova     | salita           | 1ª Classe 1301-2500 Gran Turismo | 7° ass.          | Cabianca Giulio      | 15,300        | 7'55”6/10      | 115,811     | Zagato  | Splendida prestazione del campione Cabianca, che, oltre ad aggiudicarsi la classe 2500 precedendo il forte “Noris” con la valida Maserati Zagato, fa persino meglio di tutte le agguerritissime Giulietta SZ. In gara c'era anche una seconda Flaminia Zagato, condotta da un pilota che si cela dietro lo pseudonimo di “Whitehouse”, che però, per cause non note, giunge all'arrivo con un tempo alto (10'20”7/10), che lo colloca fuori tempo massimo.             |
| 14-mag | I    | Masson del Cengio-Tresché Conca | salita           | 1ª Classe 1301-2500 Gran Turismo | 8° ass.          | Cabianca Giulio      | 14,500        | 9'35”1/10      | 90,766      | Zagato  | Eccellente prova di Giulio Cabianca, che fa sua la classe 2500 precedendo il forte “Noris” con la Maserati Zagato, fa anche meglio di molte agguerritissime Giulietta SZ. |
| 21-mag | I    | Salsomaggiore-Sant'Antonio      | salita           | 2ª Classe 1301-2500 Gran Turismo | ND               | Cabianca Giulio      | 8,250         | ND             | ND          | Zagato  | Al di là della conquista della posizione d'onore alle spalle di una Porsche Carrera sicuramente più a suo agio sull'asfalto bagnato, poco si può dire della prova di Cabianca, dal momento che le classifiche pubblicate sul periodico “Auto Italiana” non riportano il tempo realizzato da Giulio. |
| 4-giu  | I    | Coppa della Consuma             | salita           | 1ª Classe 1301-2500 Gran Turismo | ND               | Cabianca Giulio      | 10,500        | 6'50”2/5       | 92,105      | Zagato  | Ottima, come sempre, la prova di Cabianca, il quale ha agevolmente la meglio sulla Porsche di Acutis e sulla Maserati di Noris e segna un tempo molto vicino a quelli delle migliori tra le Giulietta SZ, che, come sempre, sono particolarmente a loro agio anche nelle corse in salita. |
| 11-giu | I    | Vermicino-Rocca di Papa         | salita           | 1ª Classe 1301-2500 Gran Turismo | 6° ass.          | Cabianca Giulio      | 10,200        | 5'39”8/10      | 108,063     | Zagato  | Fantastica galoppata di Cabianca, che disputa quella che sarà la sua ultima corsa (morirà sulla pista di Modena, in una seduta di allenamenti, 4 giorni dopo). |
| 23-lug | I    | Trieste-Opicina                 | salita           | 1ª Classe 1301-2500 Gran Turismo | 6° ass.          | Zagato Elio          | 10,150        | 6'31”5/10      | 93,333      | Zagato  | Bella lotta tra due ottimi piloti della Flaminia, Elio Zagato e Piero Frescobaldi. Alla fine la spunta Elio con appena 9/10 di margine su Frescobaldi. Terzo è Gino Bertoia con la Flaminia GT Coupé Touring, quarto Rota con una terza Flaminia Zagato, quinto Longato con una Porsche 356, sesto Vincenzo Ferrara con una B20 Aurelia, settimo ed ultimo Bruno Ferrari con una Maserati 2 litri Zagato.                                                              |
| 23-lug | I    | Trieste-Opicina                 | salita           | 3ª Classe 1301-2500 Gran Turismo | 21° ass.         | Bertoia Gino         | 10,150        | 6'55”6/10      | 87,921      | Touring | Bertoia, con la sua Flaminia coupé Touring, nulla può contro le due Flaminia Sport, ben preparate, di Elio Zagato e Piero Frescobaldi : riesce però a contenere il distacco in limiti accettabilissimi (poco più di 20 secondi) ed a precedere Rota con una Flaminia Zagato, Longato con una Porsche 356, Vincenzo Ferrara con una B20 Aurelia, settimo e Bruno Ferrari con una Maserati 2 litri Zagato.                                                               |
| 6-ago  | I    | Cesana-Sestriere                | salita           | 1ª Classe 1301-2500 Gran Turismo | ND               | Frescobaldi Piero    | 10,400        | 6'52”          | 90,873      | Zagato  | Velocissimo Frescobaldi, che fa persino meglio della Ferrari 250 GT di Luciano Conti e dell'Alfa Romeo Giulietta SZ di Ada Pace, che pure vincono rispettivamente le classi 3000 GT e 1300 GT. |
| 13-ago | I    | Cuneo-Colle della Maddalena     | salita           | 2ª Classe 1301-3000 Gran Turismo | 3° ass.(stimato) | Frescobaldi Piero    | 17,000        | 11'41”8/10     | 87,204      | Zagato  | Non essendo prevista la classe da 2 litri e mezzo, Frescobaldi deve vedersela con le Ferrari 250 GT e nulla può contro quella dello specialista Edoardo Lualdi, che vince la classe e fa l'assoluto della corsa. La terza posizione assoluta che è stata attribuita a Frescobaldi è però frutto di stima, in quanto le classifiche pubblicate su “Auto Italiana” non sono complete.                                                                                    |
| 10-set | I    | Coppa Intereuropa               | pista (Monza)    | 1ª Classe 2001-2500 Gran Turismo | N.D.             | Zagato Elio          | 3 ore         | 477,587        | 159,195     | Zagato  | Abile ed infaticabile Elio Zagato che, dopo aver corso e vinto con la Giulietta SZ nella gara delle 1300, meno di un'ora dopo si presenta con la Flaminia nella gara delle grosse cilindrate, aggiudicandosi la classe fino a 2 litri e mezzo davanti alle Flaminia di Piero Frescobaldi e di Giorgio. Da notare le medie orarie ottenute da Elio Zagato con le “sue” due creature : 160,866 con la Giulietta SZ, solo un pelino meno, 159,195, con la Flaminia Sport. |
| 24-set | I    | Catania-Etna                    | salita           | 1ª Classe 1301-2500 Gran Turismo | N.D.             | Calì Leonardo        | 33,000        | 21'07”8/10     | 93,705      | N.D.    | Calì, con una Flaminia di modello non specificato, compie la salita in un tempo piuttosto alto (più alto, per esempio, di quello spiccato dalla sorellina Appia Zagato di Ferlaino) e comunque riesce a prevalere su due avversari che probabilmente disponevano di Lancia Aurelia. |
| 22-ott | I    | Alghero-Scala Piccada           | salita           | 1ª Classe 1301-2500 Gran Turismo | 2° ass.          | Frescobaldi Piero    | 8,700         | 5'13”1/10      | 100,031     | Zagato  | Exploit di Frescobaldi, che si piazza al secondo posto assoluto, a 13”9/10 dalla Ferrari 3 litri di Lualdi. Battute dalla Flaminia, in questa occasione, le Giulietta SZ. |

### 1962
| Data   | Naz. | Nome della corsa               | Tipo gara             | Risultato di classe               | Posiz. assoluta   | Pilota od equipaggio | Percorso (Km)  | Tempo ottenuto | Media (Kmh) | Modello         | Note |
| 11-feb | I    | Coppa Scuderia Campidoglio     | su pista (Vallelunga) | 1ª Classe oltre 1300 Gran Turismo | 1ª Corsa delle GT | Frescobaldi Piero    | 27,000         | 17'43”5/10     | 91,395      | Zagato          | Bella corsa di Frescobaldi, non tanto per la affermazione di classe (dove non aveva avversari) quanto per la vittoria nella gara riservata alle vetture Gran Turismo, davanti alle velocissime Giulietta SZ e SV. |
| 11-mar | I    | Agnano-Cappella dei Cangiani   | salita                | 1ª Classe oltre 1300 Gran Turismo | 3° ass.           | Fiorio Cesare        | 4,900          | 4'10"4/10      | 70,447      | Zagato          | Complici le condizioni del fondo stradale sdrucciolevole e la pioggia a intermittenza, Fiorio con la Flaminia Sport si aggiudica la propria classe davanti a 3 Aurelia ma soprattutto riesce a classificarsi al 3º posto assoluto, alle spalle di due vetture sport della classe 2 litri. |
| 25-mar | I    | Frascati-Tuscolo               | salita                | 1ª Classe oltre 1300 Gran Turismo | 1° ass.           | Frescobaldi Piero    | 4,500          | 3'35"6/10      | 75,139      | Zagato          | Indubbiamente favorito dalle avverse condizioni del tempo, Frescobaldi con la Flaminia Sport fa l'assoluto in questa corsa romana, con buon margine su tutti gli avversari. |
| 8-apr  | I    | Stallavena-Boscochiesanuova    | salita                | 1ª Classe 1301-3000 Turismo       | N.D.              | Fiorio Cesare        | 15,300         | 8'41”5/10      | 105,618     | Coupé           | Bella corsa di Fiorio che, malgrado la mole della sua Flaminia, segna il terzo tempo tra tutte le auto da turismo, preceduto da due Giulietta T.I., e prevale sulle Alfa Romeo 1900 e su una Mercedes 220. |
| 8-apr  | I    | Stallavena-Boscochiesanuova    | salita                | 1ª Classe 1301-2500 Gran Turismo  | 10° ass.          | Frescobaldi Piero    | 15,300         | 7'58”4/10      | 115,133     | Zagato          | Ottima prestazione di Frescobaldi, che nell'assoluta è sopravanzato soltanto da 4 Ferrari 250 Gt da 3 litri e da 5 monoposto di Formula Junior. |
| 15-apr | I    | Trofeo Gran Turismo            | pista (Monza)         | 3ª Classe 1301-2500 Gran Turismo  | N.D.              | Arcioni Sandro       | 1 ora di corsa | ---            | 148,499     | N.D.            | Arcioni, con una Flaminia di modello imprecisato, è terzo (ma anche ultimo) di classe: riesce tuttavia a contenere il distacco dalla Fiat 8V Zagato di Renzo Cigarini, che lo precede in classifica, in 400 metri (circa 10”). |
| 29-apr | I    | Villa Potenza-Macerata         | salita                | 2ª Classe 1601-3000 Turismo       | 13° ass.          | Pigliapochi Franco   | 4,700          | 3'17”3/5       | 85,627      | Coupé (stimata) | Scialba prestazione di Pigliapochi, che subisce un distacco di quai 25” dalla Mercedes di Sergio Bettoja, che vince la classe 3 litri Turismo. |
| 13-mag | I    | Mosson-Tresché Conca           | salita                | 1ª Classe 1301-2500 Gran Turismo  | 3° ass.           | Frescobaldi Piero    | 14,500         | 9'33”4/10      | 91,035      | Zagato          | Sensazionale il tempo spiccato da Frescobaldi : meglio di lui fanno soltanto Edoardo Lualdi Gabardi con la Ferrari 3 litri e Gastone Zanarotti con la monoposto Junior. Frescobaldi, che non ha rivali nella sua classe, riesce a prevalere sulle sempre insidiosissime Alfa Romeo Giulietta SZ, sulle altre monoposto Junior e sulle Sport (tra cui la Maserati 2 litri di Armando Zampiero.            |
| 20-mag | I    | Alghero-Scala Piccada          | salita                | 1ª Classe oltre 1300 Gran Turismo | 1° ass.           | Frescobaldi Piero    | 8,700          | 5'04”8/10      | 102,755     | Zagato          | Ennesimo exploit di Frescobaldi, che, grazie anche al fatto che alla gara non erano ammesse le vetture Sport, vince la classe e fa anche l'assoluto della corsa, davanti alle due Giulietta SZ degli agguerritissimi Giampiero Biscaldi e Vito Coco. |
| 27-mag | I    | Bologna-Raticosa               | salita                | 1ª Classe 1301-3000 Turismo       | N.D.              | “Kim”                | 32,720         | 22'47”9/10     | 86,111      | Coupé           | Bella prova di “Kim” (al secolo Sergio Pedretti) che segna un tempo di tutto rispetto, il migliore di tutta la categoria Turismo. |
| 27-mag | I    | Bologna-Raticosa               | salita                | 1ª Classe 1301-2500 Gran Turismo  | 5° ass.           | Frescobaldi Piero    | 32,720         | 21'59”8/10     | 89,249      | Zagato          | Pur con una prestazione di rilievo, questa volta Frescobaldi, pur non dovendo faticare per vincere la propria classe, non riesce ad avere la meglio sulla Giulietta SZ di Biscaldi, che fa meglio di lui. |
| 17-giu | I    | Coppa della Consuma            | salita                | 1ª Classe 1301-3000 Turismo       | 7° ass.           | Frescobaldi Piero    | 10,500         | 6'51”6/10      | 91,836      | Coupé           | Frescobaldi, che correrà poi anche con la Zagato, non fatica a vincere la classe 3 litri davanti ad una Fiat 1500, due Alfa 1900 e addirittura una pacifica Fiat 1800 B e segna il miglior tempo fra tutte le vetture da turismo. Nella graduatoria assoluta si colloca addirittura al 7º posto, in quanto le macchine più veloci sono state rallentate dalla sopravvenuta pioggia.                      |
| 17-giu | I    | Coppa della Consuma            | salita                | 1ª Classe 1301-2500 Gran Turismo  | 9° ass.           | Frescobaldi Piero    | 10,500         | 6'51”9/10      | 91,769      | Zagato          | Frescobaldi, che aveva già corso e vinto con la Coupé, si presenta al via anche con la Zagato, ma viene rallentato dalla pioggia che nel frattempo ha preso a cadere con insistenza e spicca un tempo addirittura superiore a quello segnato con la Coupé. |
| 21-giu | I    | Predappio-Rocca delle Caminate | salita                | 2ª Classe 1301-2500 Gran Turismo  | 15° ass.          | Frescobaldi Piero    | 4,000          | 3'46”9/10      | 63,464      | Zagato          | Per una volta, Frescobaldi deve cedere la vittoria di classe alla Porsche Carrera dell'ottimo “Noris” (al secolo Giacomo Moioli).. |
| 1-lug  | I    | Bolzano-Mendola                | salita                | 6ª Classe oltre 1300 Gran Turismo | 60° ass.          | Barbieri Ugo         | 14,500         | 13'14”9/10     | 65,668      | N.D.            | Scialba prestazione della Flaminia (di modello imprecisato) di Ugo Barbieri, che è ultima di classe e segna un tempo molto alto. |
| 15-lug | I    | Cesana-Sestriere               | salita                | 1ª Classe 1301-2500 Gran Turismo  | 8° ass.           | Fiorio Cesare        | 10,400         | 6'44”          | 92,673      | Zagato          | Fiorio, che tra parentesi segna l'identico tempo della Giulietta SZ di Giampiero Biscaldi, batte, nella sua classe, altre due Flaminia : la Coupé di Cabella e la Zagato di Piero Bagnasacco. Quarta, staccatissima, la vecchia Aurelia B20 di M.Caretta. |
| 22-lug | I    | Trieste-Opicina                | salita                | 1ª Classe oltre 1600 Turismo      | 30° ass.          | Cabella Luigi        | 10,150         | 5'44”8/10      | 105,974     | Coupé           | Luigi Cabella riesce a far meglio del pur bravo Piero Frescobaldi, che dispone a sua volta di una macchina identica (Flaminia Coupé); i due battono le Alfa Romeo 1900 TI, una Volvo 122 ed una Mercedes 220. |
| 22-lug | I    | Trieste-Opicina                | salita                | 1ª Classe 1301-2500 Gran Turismo  | 17° ass.          | Frescobaldi Piero    | 10,150         | 5'28”3/10      | 111,300     | Zagato          | Dopo aver corso con la Coupé tra le Turismo, Piero Frescobaldi porta in corsa anche la Flaminia Zagato, con cui vince la classe davanti al velocissimo Gianfranco Stanga (Osca 1600 GT Zagato). Buona ma non eccelsa la posizione nella graduatoria assoluta, dove viene preceduto da 5 Ferrari 3 litri, 8 monoposto di Formula Junior ma anche da due agilissime Abarth 1000 ed una Giulietta SZ.       |
| 5-ago  | I    | Trapani-Monte Erice            | salita                | 2ª Classe 1301-2500 Gran Turismo  | 45° ass.          | Carfi Gian Carlo     | 7,000          | 5'47”2/10      | 72,580      | Zagato          | Carfi non fa certo un gran tempo (neanche avvicina quelli delle migliori tra le sorelle minori Appia Zagato), becca un distacco di 7” dall'Alfa Romeo 1900 SS di Carmelo Giugno e fatica a tener dietro di sé la vecchia Aurelia B20 di Lo Iacono e la Fiat 1500 di Calascibetta. |
| 26-ago | I    | Fasano-Selva di Fasano         | salita                | 3ª Classe 1301-2500 Gran Turismo  | N.D.              | Gardi Paolo          | 7,400          | 4'59”6/10      | 88,918      | Zagato          | Prestazione sottotono per la Flaminia di Gardi, che spicca un tempo decisamente alto. |
| 2-set  | I    | Squarciarelli-Rocca di Papa    | salita                | 1ª Classe 1301-2500 Gran Turismo  | 10°ass.           | Frescobaldi Piero    | 4,150x2        | 5'13”5/10      | 95,311      | Zagato          | Lotta agguerrita in questa classe, dove Frescobaldi riesce a battere le Porsche di “Noris”e di Gasperini e l'altra Flaminia Sport di Germano Nataloni. Seguono l'Aurelia di Pietromarchi e la Porsche di Carolina Brandolese. Nella graduatoria assoluta, Frescobaldi cede soltanto alle vetture Sport e alle monoposto di Formula Junior ma fa meglio di tutte le vetture della categoria Gran Turismo. |
| 9-set  | I    | Catania-Etna                   | salita                | 1ª Classe 1301-2500 Gran Turismo  | 6° ass.           | Frescobaldi Piero    | 33,000         | 18'56”8/10     | 104,503     | Zagato          | Consueta prestazione “super” di Frescobaldi, che ferma i cronometri su un tempo davvero eccellente, che lo catapulta al 6º posto assoluto, dietro a 4 vetture della categoria “Sport” e alla Ferrari 3 litri di Vito Coco. |
| 16-set | I    | Sarezzo-Lumezzane              | salita                | 7ª Classe 1301-2500 Gran Turismo  | 66° ass.          | Gardi Paolo          | 8,500          | 5'34”6/10      | 91,452      | Zagato          | Mediocre prestazione di Gardi che, per fare un esempio, fa peggio della prima tra le 1100 TV. |
| 23-set | I    | Osimo Scalo-Osimo              | salita                | 1ª Classe 1601-2500 Gran Turismo  | 4° ass.           | Fiorio Cesare        | 5,540          | 2'54”8/10      | 114,096     | Zagato          | Fiorio, battuto nell'assoluto soltanto da 2 Ferrari 3 litri e dalla Giulietta SZ di Antoniucci, vince agevolmente la classe davanti all'Aurelia di Pietromarchi, alla Flaminia Sport Zagato di Deserti, alla Fiat 8V di Mercatali e alla Flaminia Sport Zagato di Gardi.. |
| 14-ott | I    | Coppa d'Autunno                | pista (Monza)         | 1ª Classe oltre 1300 Turismo      | ---               | Cabella Luigi        | 40,000         | 20'20”6/10     | 117,974     | Coupé           | Cabella vince la classe davanti alla Fiat 1500 di Ricci ma soprattutto segna la miglior prestazione dell'intera categoria Turismo. |
| 14-ott | I    | Coppa d'Autunno                | pista (Monza)         | 2ª Classe 1301-2500 Gran Turismo  | ---               | Zagato Elio          | 44,000         | 21'41”2/10     | 121,733     | Zagato          | La Flaminia di Elio Zagato, poco a suo agio sull'insolito tracciato di 4 chilometri utilizzato a Monza, viene staccata di quasi 40” dalla Osca 1600 GT Zagato di Gianfranco Stanga. |

### 1963
| Data   | Naz. | Nome della corsa                        | Tipo gara      | Risultato di classe                    | Posiz. assoluta | Pilota od equipaggio  | Percorso (Km) | Tempo ottenuto | Media (Kmh) | Modello          | Note |
| 31-mar | I    | Frascati-Tuscolo                        | salita         | 1ª Classe oltre 1300 Gran Turismo      | 10° ass.        | Nataloni Germano      | 4,200         | 3'20”8/10      | 75,298      | Zagato           | Netta vittoria di Nataloni, che precede di circa 10” l'altra Flaminia Zagato di Antonino Crisalli. A seguire 3 Porsche ed 1 Alfa Romeo Giulia. |
| 31-mar | I    | Vergato-Cerelio                         | salita         | 2ª Classe 1301-2500 Gran Turismo       | 21° ass.        | Gardi Paolo           | 8,000         | 7'16”4/10      | 65,994      | Zagato           | Ostacolato dalla pioggia, Gardi segna un tempo discreto, che lo colloca, nella sua classe, alle spalle della Porsche di “John Veronese”, staccato però di oltre mezzo minuto. Terza la Porsche di Elvio Maria Zanini.                                                                                                |
| 7-apr  | I    | Stallavena-Boscochiesanuova             | salita         | 2ª Classe 1601-3000 Turismo            | 25° ass.        | Cabella Luigi         | 15,300        | 8'24”6/10      | 109,155     | Coupé            | Bella lotta tra le Lancia Flaminia, le Fiat 2300 S e l'Alfa Romeo 2600 Sprint di Massimo Leto di Priolo. Alla fine vince l'Alfa Romeo, davanti alla Flaminia di Cabella. Terza la Fiat 2300 S di Demetz, quarta l'altra Flaminia condotta da Luciano Massoni.                                                        |
| 7-apr  | I    | Stallavena-Boscochiesanuova             | salita         | 1ª Classe 1601-2500 Gran Turismo       | 15° ass.        | Bagnasacco Piero      | 15,300        | 8'07”6/10      | 112,961     | Zagato           | Netta vittoria di Bagnasacco, che lascia a quasi 17” l'altra Flaminia di Luigi Cabella. Terza, molto staccata, l'Aurelia di Roberto Caruso. |
| 21-apr | I    | Avola-Avola Antica                      | salita         | 4ª Classe oltre 1300 Gran Turismo      | N.D.            | Crisalli Antonino     | 8,000         | 6'11”8/10      | 77,461      | Zagato           | Poco a suo agio col terreno bagnato, la Flaminia Sport di Crisalli spicca un tempo relativamente alto e subisce un distacco di oltre mezzo minuto dalla Ferrari 3 litri di Vito Coco e dalla Porsche di “Noris” e di 6”3/10 dalla Fiat 8V Zagato di Franco Lisitano.                                                 |
| 5-mag  | I    | Lago di Castelgandolfo-Madonna del Tufo | salita         | 2ª Classe oltre 1300 Gran Turismo      | 13° ass.        | Nataloni Germano      | 10,400        | 5'42”1/10      | 109,441     | Zagato           | Nataloni, autore di una bella salita, manca di poco la vittoria di classe, che va alla Ferrari 250 GT di Edgardo Mungo. Alle spalle di Nataloni si piazzano tre macchine, tra cui la Flaminia Zagato di Rosario Buondonno, che però fa un tempo alto.                                                                |
| 5-mag  | I    | Lago di Castelgandolfo-Madonna del Tufo | salita         | 1ª Classe oltre 1600 Turismo           | 11° ass.        | “Von Baum”            | 10,400        | 5'40”          | 110,117     | Coupé            | Giorgio Pianta (questo il nome del pilota che si cela sotto pseudonimo) fa un tempo notevole, il migliore di tutta la categoria Turismo (più basso persino di quello della Flaminia Sport di Nataloni) e non fatica a staccare l'unico avversario diretto, Giuseppe Nini (Fiat 2300 S coupé).                        |
| 5-mag  | I    | Castell'Arquato-Vernasca                | salita         | 4ª Classe 1301-2500 Gran Turismo       | 30° ass.        | Ardizzi Aurelio       | 9,775         | 6'24”          | 91,640      | Zagato (stimata) | La Flaminia di Ardizzi, che peraltro non fa una prestazione di rilievo, è preceduta da 3 Porsche ma batte altre Porsche e la Flaminia di Alessandro Ferretti. |
| 26-mag | I    | Bologna-Raticosa                        | salita         | 1ª Classe 1601-3000 Turismo            | 20° ass.        | Cabella Luigi         | 32,700        | 22'35”1/10     | 86,871      | Coupé            | Buon tempo di Patria, che precede l'altra Flaminia di Luciano Massoni. Tra i battuti, anche Franco Concari con l'Alfa 2600 Sprint e la Fiat 2300 S coupé di Enzo Torreggiani. |
| 26-mag | I    | Bologna-Raticosa                        | salita         | 1ª Classe 1601-2500 Gran Turismo       | 13° ass.        | Cella Leo             | 32,700        | 22'09”1/10     | 88,571      | Zagato           | Grazie ad una prestazione abbastanza brillante, Cella batte le altre Flaminia e conquista un apprezzabile 13º posto assoluto, dietro a 7 vetture della categoria Sport, ad 1 Ferrari 3 litri GT, alla Porsche Carrera Abarth del forte “Noris” e a 3 Abarth (una Simca-Abarth 1300 e due 1000, 1 Turismo e 1 GT).    |
| 26-mag | I    | Alghero-Scala Piccada                   | salita         | 1ª Classe 2500 Gran Turismo            | 17° ass.        | Bartolomeo Donato     | 8,700         | 5'43”1/10      | 91,285      | Zagato           | --- |
| 2-giu  | I    | Coppa della Consuma                     | salita         | 2ª Classe 1601-3000 Turismo            | 36° ass.        | Cabella Luigi         | 12,500        | 8'13”8/10      | 91,130      | Coupé            | La Flaminia Coupé di Cabella deve cedere la vittoria di classe al forte Piero Frescobaldi, che nell'occasione guida una Alfa Romeo 2600 Sprint. |
| 2-giu  | I    | Coppa della Consuma                     | salita         | 3ª Classe 1601-2500 Gran Turismo       | 33° ass.        | Massoni Luciano       | 12,500        | 8'12”9/10      | 91,296      | N.D.             | Non eccezionale la gara di Massoni, che riesce comunque a prevalere sulla vecchia Aurelia di “Sangryla” e sulla Triumph Italia di Grandi. |
| 2-giu  | I    | Palermo-Monte Pellegrino                | salita         | 4ª Classe 1301-2500 Gran Turismo       | 13° ass         | Donato Bartolomeo     | 8,750         | 6'02”5/10      | 86,896      | Zagato           | --- |
| 9-giu  | I    | Bobbio-Passo del Penice                 | salita         | 2ª Classe 1601-3000 Turismo            | N.D.            | Cabella Luigi         | 12,800        | 11'45”6/10     | 65,306      | Coupé            | Gara disturbata e falsata dalla pioggia, nella quale la Flaminia di Cabella compie una salita non certo impeccabile. |
| 16-giu | I    | Coppa Città di Asiago                   | salita         | 2ª Classe 1601-2500 Gran Turismo       | 16° ass.        | Bagnasacco Piero      | 14,500        | 9'35”4/10      | 90,719      | Zagato (stimata) | --- |
| 23-giu | F    | Salita al Mont Ventoux                  | salita         | 3ª Classe oltre 2000 Turismo Preparate | N.D.            | Cabella Luigi         | 21,600        | 16'39”2/10     | 77,822      | Coupé            | Nulla può la Flaminia di Cabella contro le due Jaguar da oltre 3 litri di cilindrata : la macchina italiana deve accontentarsi del terzo posto. |
| 23-giu | I    | Garessio-San Bernardo                   | salita         | 4ª Classe oltre 1300 Gran Turismo      | 8° ass.         | “Von Baum”            | 6,200         | 4'44”9/10      | 78,343      | Zagato           | Buona la prestazione di “Von Baum” (alias Giorgio Pianta) che è preceduto, nella sua classe, da 3 Ferrari da 3 litri. |
| 30-giu | I    | Coppa Città di Monopoli                 | salita         | 3ª Classe oltre 1300 Turismo           | 58° ass.        | Barbaro V.            | 4,500         | 3'14”7/10      | 83,204      | Coupé (stimata)  | Tempo elevatissimo per la Flaminia di Barbaro, che occupa la quintultima posizione della graduatoria assoluta. |
| 7-lug  | I    | Bolzano-Mendola                         | salita         | 4ª Classe oltre 1600 Gran Turismo      | 76° ass .       | “Napoleone”           | 14,500        | 13'11”4/10     | 65,959      | Zagato (stimata) | Elevatissimo il tempo segnato da “Napoleone” che nella graduatoria assoluta è 76° su 87 classificati. |
| 14-lug | I    | Trento-Bondone                          | salita         | 2ª Classe 1601-2500 Gran Turismo       | 25° ass.        | Cella Leo             | 17,300        | 14'56”         | 69,508      | Zagato           | Battuto sonoramente dalla Porsche Carrera di Herbert Muller, Cella segna comunque un tempo non disprezzabile, che gli consente di sopravanzare nettamente la Morgan Plus di Morton e la Flaminia di Luciano Massoni                                                                                                  |
| 14-lug | I    | Santo Stefano-Gambarie                  | salita         | 2ª Classe 1601-2500 Gran Turismo       | 8° ass.         | Crisalli Antonino     | 7,830         | 6'00”8/10      | 78,126      | Zagato           | Buono il tempo ottenuto da Crisalli, il quale tuttavia è preceduto, nella sua classe, dalla Fiat 8V di Franco Lisitano. |
| 21-lug | I    | Trieste-Opicina                         | salita         | 1ª Classe oltre 1600 Turismo           | 24° ass.        | Cabella Luigi         | 10,150        | 5'43”6/10      | 106,344     | Coupé            | Cabella segna il miglior tempo dell'intera categoria Turismo e si aggiudica la propria classe con piccolo margine sull'Alfa 2600 Sprint di Concari e sull'altra Flaminia Coupé di Giorgio Pianta. |
| 28-lug | I    | Cesana-Sestriere                        | salita         | 1ª Classe oltre 1300 Turismo           | 37° ass.        | Massoni Luciano       | 10,400        | 6'48”3/10      | 91,697      | Coupé            | Massoni, che segna il miglior tempo della categoria Turismo, precede di appena 1/10 la Flavia Coupé di Franco Patria. |
| 28-lug | I    | Cesana-Sestriere                        | salita         | 2ª Classe 1601-2500 Gran Turismo       | 26° ass.        | Cella Leo             | 10,400        | 6'32”2/10      | 95,461      | Zagato           | Non male la corsa di Cella, che però nulla può contro la Porsche di Herberth Muller, che si aggiudica la classe con 16” di vantaggio. |
| 28-lug | I    | Agordo-Frassené                         | salita         | 2ª Clase 1601-3000 Turismo             | N.D.            | Gidoni G.             | 8,000         | 7'10”4/10      | 66,914      | Coupé (stimata)  | Tempo alto per questa Flaminia, battuta di oltre mezzo minuto dall'Alfa Romeo 2600 Sprint di Concari. |
| 4-ago  | I    | Aosta-Pila                              | salita         | 1ª Classe 1601-2500 Gran Turismo       | 12° ass.        | Cella Leo             | 11,200        | 7'54”2/10      | 85,027      | Zagato           | --- |
| 4-ago  | I    | Trapani-Monte Erice                     | salita         | 3ª Classe 1601-2500 Gran Turismo       | 29° ass.        | “Zerimar”             | 6,670         | 5'41”4/5       | 70,251      | Zagato           | “Zerimar” (al secolo Giuseppe Pirrone) segna un tempo non entusiasmante ed è preceduto, nella sua classe, da due macchine certamente non giovanissime, la Fiat 8V di Lisitano e la Alfa Romeo 1900 SS di Giugno. |
| 11-ago | I    | Cosenza-Montescuro                      | salita         | 2ª Classe 1601-2500 Gran Turismo       | 8° ass.         | Crisalli Antonino     | 24,500        | 19'41”4/5      | 74,631      | Zagato           | Discreta prestazione di Crisalli, che viene battuto per 22” dalla Fiat 8V di Franco Lisitano. |
| 11-ago | CH   | Ollon-Villars                           | salita         | 2ª Classe oltre 2000 Sport Prototipi   | 59° ass.        | Facetti Carlo         | 16,000        | 11'02”7/10     | 86,917      | Zagato           | In questa importante gara internazionale valida per il Campionato Europeo della Montagna, la Flaminia Zagato di Facetti, iscritta nella categoria Sport-Prototipi, ferma i cronometri su un tempo buono ma non eccezionale.                                                                                          |
| 25-ago | B    | Circuito di Zolder                      | pista (Zolder) | 1ª Classe 2500 Turismo                 | N.D.            | Cabella Luigi         | N.D.          | N.D.           | N.D.        | Coupé            | |
| 8-set  | I    | Coppa Intereuropa                       | pista (Monza)  | 1ª Classe 2001-2500 Gran Turismo       | 18° ass.        | Zagato Elio/Cella Leo | 461,999       | 3 ore          | 153,999     | Zagato           | Le Flaminia se la devono vedere contro una Morgan (che si ritira) ed una Triumph TR4 (che si classifica al 2º posto, precedendo altre due Flaminia). Cella/Zagato vincono ma la media oraria che ottengono è distante dalle migliori prestazioni ottenute in passato dalle Flaminia Sport sullo “stradale” di Monza. |
| 8-set  | I    | Ascoli-Colle San Marco                  | salita         | 1ª Classe 1601-3000 Turismo            | 7° ass.         | Cabella Luigi         | 10,200        | 7'03”4/5       | 86,644      | Coupé            | Cabella è il più veloce tra le “Turismo” battendo per 2” l'Alfa Romeo 2600 Sprint di Concari. |
| 15-set | A    | Timmelspoch-Bergrennen                  | salita         | 1ª Classe 1601-2500 Turismo            | N.D.            | Facetti Carlo         | 11,600        | 7'17”7/10      | 95,407      | Coupé            | Bella affermazione Lancia in terra Austriaca : Facetti vince la classe davanti al compagno di Marca Cabella e spicca il terzo miglior tempo della categoria Turismo. |
| 15-set | I    | Villa Potenza-Macerata                  | salita         | 1ª Classe 1601-3000 Turismo            | 16° ass.        | Pigliapochi Francesco | 4,700         | 2'59”2/5       | 94,314      | Coupé (stimata)  | Scialba prestazione di Pigliapochi che comunque batte, nella sua classe, l'altra Flaminia di Gentili e la Peugeot 404 di Gnagnatti. |
| 22-set | I    | Coppa Autunno                           | pista (Monza)  | 1ª Classe 1301-2500 Gran Turismo       | N.D.            | Zagato Elio           | 40,545        | 21'19”9/10     | 114,041     | Zagato           | Elio Zagato domina la sua classe, infliggendo 1 giro di distacco (2385 metri) alle Flaminia di “Von Braun” e di Giraudi e 2 giri alla Porsche di “Pablito”. |
| 23-set | I    | Catania-Etna                            | salita         | 4ª Classe 1301-2500 Gran Turismo       | 20° ass.        | Carfi Gian Carlo      | 28,200        | 17'41”         | 95,683      | Zagato (stimata) | Discreta la corsa di Carfi, che però accusa distacchi pesanti dalla Porsche di “Noris” e dalle Alfa Romeo di Bussinello e di Prinoth. |
| 6-ott  | I    | Coppa Leopoldo Carri                    | pista (Monza)  | 4ª Classe 1601-3000 Turismo            | 12° ass.        | Cabella Luigi         | 47,700        | 25'10”3/10     | 113,699     | Coupé            | Nell'occasione, Cabella non riesce a tener testa alle Alfa Romeo 2600, tre delle quali (condotte rispettivamente da Paolo Colombo, Elio Zagato e Franco Concari) lo precedono in classifica. |
| 20-ott | I    | Sanremo-Poggio dei Fiori                | salita         | 1ª Classe oltre 1600 Gran Turismo      | 13° ass.        | Cabella Luigi         | 3,900x2       | 5'26”7/10      | 85,950      | Zagato (stimata) | Ritiratasi la Ferrari 250 GT di Fossati, Cabella non ha problemi ad aggiudicarsi la vittoria di classe. |
| 24-nov | I    | Coppa FISA                              | pista (Monza)  | 1ª Classe 1601-2500 Turismo            | ---             | Cabella Luigi         | 34,500        | 13'26”         | 154,094     | Coupé            | --- |
| 24-nov | I    | Coppa FISA                              | pista (Monza)  | 1ª Classe 2001-2500 Gran Turismo       | ---             | Zagato Elio           | 34,500        | 13'15”2/10     | 156,187     | Zagato           | --- |

### 1964
| Data   | Naz. | Nome della corsa                    | Tipo gara          | Risultato di classe               | Posiz. assoluta | Pilota od equipaggio | Percorso (Km) | Tempo ottenuto | Media (Kmh) | Modello  | Note |
| 22-mar | I    | Castelgandolfo-Madonna del Tufo     | salita             | 2ª Classe 2001-3000 Turismo       | 20° ass.        | Massoni Luciano      | 10,100        | 5'22”1/10      | 112,884     | Coupé    | Massoni è secondo ad appena 2” dalla Alfa Romeo 2600 Sprint di Franco Concari e precede di 13”2/10 la Fiat 2300 S coupé di Giuseppe Nini. |
| 5-apr  | I    | Stallavena-Boscochiesanuova         | salita             | 3ª Classe 1601-2500 Gran Turismo  | 33° ass.        | Barbieri A.          | 15,300        | 8'39”9/10      | 105,943     | Zagato   | Barbieri è ultimo di classe, dietro a due macchine per lui inarrivabili (una Abarth Simca 2000 e una Porsche Carrera) ma segna comunque un tempo non eccezionale. |
| 19-apr | I    | Avola-Avola antica                  | salita             | 2ª Classe oltre 1300 Gran Turismo | 19° ass.        | Crisalli Antonino    | 8,000         | 6'01”4/10      | 79,690      | Zagato   | Al di la della posizione di classe (seconda ed ultima, dietro all'imprendibile Ferrari 250 GT di Vito Coco), il tempo spiccato da Crisalli non è dei migliori. |
| 3-mag  | I    | Frascati-Tuscolo                    | salita             | 2ª Classe oltre 1300 GranTurismo  | 16° ass.        | Nataloni Germano     | 4,200         | 3'21”7/10      | 74,962      | Zagato   | Nataloni viene battuto dalla Porsche di Carlo Fabri ma precede una Osca 1600, tre Alfa Romeo Giulia e una Aurelia B20. |
| 10-mag | I    | Alghero-Scala Piccada               | salita             | 3ª Classe 1601-2500 GranTurismo   | 32° ass.        | Santoro Francesco    | 8,700         | 5'57”2/10      | 87,681      | Zagato   | Terzo posto per Santoro, dietro a due “pezzi da 90” quali “Noris” con la Porsche 904 e Gastone Zanatorri con la Simca-Abarth 2000. Tutti e tre, peraltro, sono stati costretti a rallentare a causa del fondo stradale inondato dall'olio lasciato da un concorrente della classe inferiore.         |
| 17-mag | I    | Palermo-Monte Pellegrino            | salita             | 2ª Classe 1301-2500 Gran Turismo  | 21° ass.        | Santoro Francesco    | 8,750         | 6'11”00        | 84,905      | Zagato   | Prestazione poco incisiva, che gli consente comunque di battere la Flaminia di Gaetano Lo Jacono, la Triumph di Angelo Rizzo e l'Alfa Romeo Giulia di Vito Tipa. |
| 24-mag | I    | Pontassieve-Passo della Consuma     | salita             | 1ª Classe 2001-3000 Turismo       | 33° ass.        | Massoni Luciano      | 12,500        | 8'02”58/100    | 93,248      | Coupé    | Buon tempo di Massoni, che è terzo fra tutte le vetture da Turismo, alle spalle della Ford Cortina Lotus di Carlo Zuccoli e della Fiat-Abarth 1000 di Achille Marzi. |
| 7-giu  | I    | Vezzano-Casina                      | salita             | 2ª Classe 2001-3000 Turismo       | 26° ass.        | Massoni Luciano      | 12,500        | 8'38”5/10      | 86,788      | Coupé    | Massoni è secondo a circa 8” di distacco dall'Alfa Romeo 2600 di Giancarlo Galimberti. |
| 7-giu  | I    | Cuorgnè-Alpette                     | salita             | 2ª Classe 1601-2500 Gran Turismo  | 35° ass.        | Caneparo F.          | 6,300         | 5'20”3/10      | 70,808      | Zagato   | --- |
| 14-giu | I    | Mosson-Tresché Conca                | salita             | 2ª Classe 1601-3000 Turismo       | 18° ass.        | Massoni Luciano      | 14,500        | 9'37”          | 90,467      | Coupé    | Come sette giorni prima a Vezzano, Massoni è secondo a 7”5/10 dall'Alfa Romeo 2600 di Giancarlo Galimberti. In questa occasione precede le Flavia Coupé 1800 di Pietro Corbellini e di Romano Ferretti, l'Alfa Romeo 2600 Sprint di Franco Concari, la Fiat 2300 S Coupé di G. Mini ed altri ancora. |
| 14-giu | I    | Alcamo-Monte Bonifato               | salita             | 2ª Classe 1301-2500 Gran Turismo  | N.D.            | Santoro Francesco    | 4,500         | 3'36”4/10      | 77,809      | Zagato   | --- |
| 21-giu | I    | Garessio-Colle San Bernardo         | salita             | 3ª Classe oltre 1300 Gran Turismo | 50° ass.        | Caneparo F.          | 6,200         | 5'11”1/10      | 71,745      | Zagato   | Caneparo spicca un tempo non eccezionale ed è 3° di classe, dietro alla Simca-Abarth di Taramazzo (che viaggia su un altro pianeta e vince la corsa) ma anche alle spalle di una modesta Fiat 1500 (probabilmente del tipo spider)                                                                   |
| 21-giu | I    | Circuito del Mugello                | circuito stradale  | 1ª Classe 2001-3000 Turismo       | 5° ass.         | Massoni Luciano      | 331,000       | 3h33'22”4/10   | 93,076      | Coupé    | Massoni è primo assoluto fra le vetture della Categoria Turismo, davanti alle Flavia e alle Alfa Romeo 2600 Sprint. |
| 21-giu | I    | Camucia-Cortona                     | salita             | 3ª 1001-1300 Gran Turismo         | 12° ass.        | Causo R.             | 3,600x2       | 5'30”3/10      | 78,474      | Zagato   | Buona prestazione di Causo, che segna un tempo che lo colloca al 12º posto della graduatoria assoluta. |
| 28-giu | I    | Predappio-Rocca delle Caminate      | salita             | 2ª Classe 1301-2500 Gran Turismo  | 42° ass.        | Causo R.             | 4,000         | 4'02”          | 59,504      | Zagato   | In questa occasione, Causo è poco incisivo e segna un tempo relativamente alto, al punto da farsi battere per 1”3/10 dalla Alfa Romeo Giulia SS di Umberto Papini. |
| 28-giu | I    | Cosenza-Montescuro                  | salita             | 2ª 1601-2500 Gran Turismo         | 13° ass.        | Crisalli Antonino    | 14,000        | 11'30”         | 73,043      | Zagato   | Crisalli è secondo dietro alla Porsche di “Ben Hur” ma davanti alla Volvo 1800 di Francesco Santoro (che per l'occasione ha abbandonato la Flaminia Sport) |
| 5-lug  | I    | Coppa Città di Monopoli             | salita             | 5ª Classe oltre 1300 Gran Turismo | 33° ass.        | Guarini Benedetto    | 4,500         | 2'53”          | 93,641      | Flaminia | --- |
| 12-lug | I    | Trento-Monte Bondone                | salita             | 5ª Classe 2001-3000 Turismo       | N.D.            | Cabella Luigi        | 17,300        | 15'19”2/10     | 67,754      | Coupé    | Nella combattutissima classe 3 litri turismo, Cabella viene battuto da 3 Alfa Romeo 2600 Sprint e da una Mercedes 300 : riesce a tenersi dietro altre due Mercedes e la Fiat 2300 S di Paolo Gardi.                                                                                                  |
| 12-lug | I    | Santo Stefano d'Aspromonte-Gambarie | salita             | 1ª Classe 1301-2500 Gran Turismo  | N.D.            | Crisalli Antonino    | 7,830         | 6'53”1/10      | 68,235      | Zagato   | Con un tempo non eccezionale, Crisalli batte gli avversari di classe, rappresentati da due Alfa Romeo Giulia. |
| 12-lug | I    | Fasano-Selva di Fasano              | salita             | 3ª Classe oltre 1300 Gran Turismo | 21° ass.        | Guarini Benedetto    | 7,400         | 4'52”1/10      | 91,201      | Flaminia | --- |
| 12-lug | I    | Lago-Montefiascone                  | salita             | 3ª Classe oltre 1600 Gran Turismo | 18° ass.        | Nataloni Germano     | 5,000         | 3'00”7/10      | 99,612      | Zagato   | Il pur valido Nataloni non riesce ad andare più in là del terzo posto di classe dietro a due Porsche da 2 litri. Del resto il suo tempo non è entusiasmante e lo colloca al 18º posto della graduatoria assoluta.                                                                                    |
| 19-lug | I    | Trieste-Opicina                     | salita             | 4ª Classe 1601-2500 Gran Turismo  | 80° ass.        | “Taras”              | 10,150        | 6'09”7/10      | 98,836      | Zagato   | “Taras”, che è ultimo di classe, segna un tempo molto alto |
| 16-ago | I    | Avezzano-Monte Salviano             | salita             | 2ª Classe oltre 1600 Gran Turismo | N.D.            | Pica N.              | 5,400         | 4'16”          | 75,937      | G.T.     | Scialba prestazione di Pica, che risulterebbe aver gareggiato con una Flaminia Gran Turismo. |
| 15-ago | I    | Popoli-San Benedetto in Perillis    | salita             | 2ª Classe oltre 1600 Gran Turismo | 37° ass.        | Causo R.             | 8,000         | 5'47”8/10      | 82,806      | Zagato   | Scialba la prestazione di Causo. |
| 13-set | I    | Coppa del Cimino                    | salita             | 1ª Classe 1601-2500 Gran Turismo  | 12° ass.        | Nataloni Germano     | 10,200        | 5'23”8/10      | 113,403     | Zagato   | Al di la della vittoria di classe (abbastanza facile, contro una MG “B”), Nataloni segna un buon tempo, che lo colloca al 12º posto della graduatoria assoluta |
| 20-set | I    | Coppa Nissena                       | salita             | 1ª Classe 1601-3000 Turismo       | 17° ass.        | Massoni Luciano      | 9,000         | 5'19”2/5       | 101,440     | Coupé    | Massoni precede di quasi mezzo minuto la Fiat 2300 S di Tropia e altre Lancia di modello indefinito. |
| 20-set | I    | Coppa Nissena                       | salita             | 4ª Classe oltre 1300 Gran Turismo | 27° ass.        | Giugno               | 9,000         | 5'31”4/5       | 97,649      | Flaminia | Prestazione poco esaltante per la Flaminia (di modello imprecisato) di Giugno. |
| 27-set | I    | Coppa del Nevegal                   | salita             | 4ª Classe 1601-3000 Turismo       | N.D.            | Gidoni G.            | 7,500         | 5'58”2/10      | 75,376      | Flaminia | --- |
| 4-ott  | I    | Coppa Leopoldo Carri                | pista (Monza)      | 2ª Classe 2001-3000 Gran Turismo  | 8° ass.         | Massoni Luciano      | 47,700        | 27'39”7/10     | 103,464     | Coupé    | La Flaminia Coupé di Massoni è battuta d'un soffio dalla Alfa Romeo 2600 Sprint di Giancarlo Galimberti. |
| 4-ott  | I    | Osimo Scalo-Osimo                   | salita             | 1ª Classe 2001-3000 Turismo       | 34° ass.        | Bilenchi Claudio     | 5,500         | 3'19”3/5       | 99,198      | Coupé    | --- |
| 4-nov  | I    | Conchiglia Shell                    | pista (Vallelunga) | 6ª Classe oltre 1300 Gran Turismo | N.D.            | Causo R.             | 23,400        | 17'16”2/10     | 81,297      | Zagato   | --- |
| 29-nov | I    | Sanremo-Poggio dei Fiori            | salita             | 5ª Classe oltre 1300 Gran Turismo | 49° ass         | Boscono A.           | 3,900x2       | 5'55”2/10      | 79,054      | Zagato   | Tempo alto per questa Zagato. |